# سیرا مک‌کورمک
 سیرا مک‌کورمک (انگلیسی: Sierra McCormick؛ زادهٔ ۲۸ اکتبر ۱۹۹۷) یک هنرپیشه اهل ایالات متحده آمریکا است. وی از سال ۲۰۰۷ میلادی تاکنون مشغول فعالیت بوده‌است.از آثار او می‌توان به سگی که کریسمس را نجات داد اشاره کرد.

## آثار
| سال       | عنوان           | نقش          | اپیزود                                                 |
| --------- | --------------- | ------------ | ------------------------------------------------------ |
| ۲۰۰۷-۲۰۰۹ | زیاد ذوق‌زده نشو | اما          | (فصل ۶, قسمت ۱۰) (فصل ۷ , اپیزود ۳) (فصل ۷ , اپیزود ۹) |
| ۲۰۰۸      | بوستون لیگال    | دنیلا        | (فصل ۵, قسمت ۳)                                        |
| ۲۰۰۸      | سوپرنچرال       | لیلیت        | (فصل ۳, قسمت ۱۶) (فصل ۴ قسمت ۶)                        |
| ۲۰۰۹      | مانک            | آنه ماری     | (فصل ۸, قسمت ۱۱)                                       |
| ۲۰۰۹      | ذهن‌های مجرم     | لین رابیلارد | (فصل ۴, قسمت ۱۳)                                       |
| ۲۰۰۹      | هانا مونتانا    | جیلیان       | (فصل ۳ ، قسمت ۸)                                       |
| ۲۰۱۰      | سی‌اس‌آی          | گریسی لایمن  | (فصل ۱۰, قسمت ۱۷)                                      |
| ۲۰۱۰      | مدرسه نوابغ     | اسکات توماس  | نقش اصلی                                               |

## دیگر اثر ها
| سال  | عنوان                     | نقش          |
| ---- | ------------------------- | ------------ |
| ۲۰۰۹ | سگی که کریسمس را نجات داد | کارا بانیستر |
| ۲۰۰۹ | سرزمین گمشده              | Tar Pits Kid |
| ۲۰۱۰ | رامونا و بیزوس            | سوزان کوشنر  |